# Szepesváralja
Szepesváralja (szlovákul Spišské Podhradie, németül Kirchdrauf, lengyelül Spiskie Podgrodzie) város Szlovákiában, az Eperjesi kerület Lőcsei járásában. Szepeshely tartozik hozzá.

## Fekvése
Lőcsétől 15 km-re keletre fekszik.

## Története
A régészeti leletek tanúsága szerint ezen a területen már az i. e. 5. évezredben éltek emberek. A legrégibb leletek a Várhegy legmagasabb pontján kerültek elő. A második település a közeli Dreveník dombon került elő és az i. e. 3. évezred második felére keltezhető. A puhói és a bükki kultúra gazdag leletanyagára bukkantak itt. A hely lakott volt a 2. században és még a 11. században is földvár állt ezen a helyen.
A város feletti Várhegyen már a tatárjárás előtt is állt vár, amelyet 1113-ban kezdtek építeni királyaink az északi gyepűk védelmére, ezt azonban lerombolták. A mai vár őse a 13. század második felében épült, és ez volt a mindenkori szepesi ispán székhelye. 1304-ben Károly Róbert hívei foglalták el Vencel híveitől. 1307-ben rövid időre a csehek szállták meg, 1443-ban a husziták foglalták el. 1462-ben a Szapolyaiaké lett, 1528-ban kétheti ostrommal vették be a császári seregek. 1604-ben Bocskai serege sikertelenül ostromolta. 1636-ban lett a Csákyaké. 1703-ban a kurucok csellel foglalták el. 1707-ben a Csákyak elhagyták és kényelmes kastélyaikba költöztek. A Rákóczi-szabadságharc alatt mindvégig (1703 végétől 1710 nyaráig) kuruc kézen volt. 1780-ban egy villámcsapás okozta tűzvész rombolta le az elhagyott falakat, azóta rom.
A vár alatti település fejlődő kisváros, amely egykor a Szepesség politikai központja volt. Szepesváralja a szepesi vár szolgálófalujaként keletkezett a 12. században, a Jablonovska és Teledin patakok összefolyásánál. II. Géza szászokat telepített ide, majd a tatárjárás után újból szászok érkeztek. Már a 13. század elején a vártól független önálló településsé fejlődött. Első írásos említése 1249-ből származik „Villa Saxonum sub castro” alakban. Plébániatemploma 1258 és 1273 között épült Szűz Mária tiszteletére. Ez volt a település központja, körülötte épült ki fokozatosan a későbbi város. 1268-ban „Suburbium” néven említik. 1271-ben V. Istvántól városi kiváltságokat kapott. A szepesi szász városok szövetségének tagja lett. 1274-ben „Villa Saxonum de Suburbio”, 1321-ben „Kirchdorf” néven írják. A városi ispotályt 1327-ben említik. A 14. század elején egymás után épültek fel a jellegzetes, kőből épített kétszintes polgárházai. 1328-ban „Varalia”, „Kyrchdorff” neveken találjuk. Már 1385-ben megjelennek első céhei, a kovácsok és posztógyártók céhe. 1412-ben Zsigmond ezt a várost is elzálogosította Lengyelországnak; ekkor „Suburbium, castri Scepusiensis vulgo Varalia” néven szerepel a korabeli forrásokban. Az első latin iskola 1450 körül létesült a városban. 1453-ban vásártartási jogot kapott, hetivásárai messze földön híresek voltak. A huszita támadások hatására 1462 és 1497 között erődített formában építették át a plébániatemplomot.
1546-ban a korábbi polgárházak felhasználásával megépült a városháza. A 16. században alakultak meg további kézműves céhei: a csizmadiáké 1538-ban, a szabóké 1550-ben, a mészárosoké 1595-ben. 1583-ban a város egy tűzvészben leégett. Az újjáépítés során a gótikus polgárházakat már reneszánsz stílusban építették újjá. A reformáció itt is elterjedt. 1614-ben evangélikus egyházi zsinatot tartottak a városban. 1671-ben egy bírósági perben az evangélikus lelkészeket kitiltották a 13 szepesi városból. A 18. század viszonylag nyugalmasabb időszaka lehetőséget adott a gazdasági fejlődésre, lakói mezőgazdasággal, szeszfőzéssel, kézművességgel foglalkoztak. Új barokk lakóházak épültek, 1726-ban megújult a városháza is. Ebben az évben készült a Mária-oszlop, a század végén pedig megépült az evangélikus templom is. 1772-ben visszakerült Magyarországhoz. 1778 és 1876 között a XVI szepesi város tartományához tartozott.
A 18. század végén Vályi András így ír róla: „VÁRALLYA. Szepes Várallya. Szepes Várm. egygy a’ 16 Szepességi Városok közzűl, földes Ura a’ Kir. Kamara, lakosai katolikusok, fekszik kies helyen, Lőtséhez másfél mértföldnyire; a’ Püspöki Rezidentziával, és a’ Káptalanbéli Uraknak lakásaikkal ékesíttetik; Klastromja, és Ispotállya is van, határja termékeny, réttye jó, országos vásárjai is esnek, piatza helyben is, fája nints elég, földgyeit, és réttyeit a’ záporok járják.”
Fényes Elek 1851-ben kiadott geográfiai szótárában így ír a városról: „Szepes-Váralja, (Kirchdorf), a szepesi XVI városokhoz tartozó, kicsiny, de csinos város, Lőcséhez keletre 1 3/4 órányira, a sárosi postautban, 2366 kath., 778 evang. német és tót lak. Van nagy kathol. paroch. temploma, mellynek plebanusa mindig a szepesi nagyprépost; irgalmas barátok kórháza, evang. szentegyháza, vendégfogadója, termékeny jó határa, s legnagyobb len-kereskedése a megyében. Szepes-Váraljához egy puskalövésnyire, nyugotra egy dombon áll a szepesi káptalan vagy szepesház, kőfallal, bástyákkal, s két kapuval ellátva. Az alsó kaputól mennek sorba a 10, emeletes kanonokházak; a felső kapunál van a püspöki palota egy szép kerttel, a székesegyház két kis toronynyal, melly III. Bélától 1189-ben a prépostsághoz épittetett, s 1776-ban Maria Theresia által püspöki szentegyházzá rendeltetett. A seminariumház szép épület; a káptalan levéltára pedig nagyon nevezetes. A városhoz szinte közel láthatni Szepesvárát, egy magas, csúcsos gránitszikla tetején, melly egészen elszakasztva áll a többi hegyektől, s azért innen leirhatlan gyönyörű kilátás esik a lábai alatt fekvő regényes dombokra, lapályokra, helységekre, majorokra. Első eredete a most tiszteletes omladékokban heverő várnak bizonytalan, ha csak azt Borsunak Bunger fiának nem tulajdonítjuk, ki Béla névtelen jegyzője szerint a lengyel határszélre küldetett, hogy ott egy erős végvárat épitsen. A 15-dik és 16-dik században a hatalmas Zápolya, majd 1531–1645-ig a Thurzó nemzetség uralta; melly ekkor kihalván, a koronára visszaesett. – III. Ferdinand 1638-ban a Szepes vármegyei örökös grófsággal és főispánsággal együtt Csáky Istvánnak ajándékozta azon hűségeért, mellyel a belső háborukban királyja iránt viseltetett.”
1852 és 1854 között, majd 1894-től járási székhely. 1856-ban és 1862-ben tűzvész pusztította. A 19. század végén a vasút megépítésével indult be az ipari fejlődés. 1894-ben bekapcsolták a Kassa és Csehország közötti vasúti forgalomba. Hitelintézetét 1876-ban alapították. 1895-ben mészkőbánya és téglagyár kezdte meg működését a területén. 1904-ben épült gőzmeghajtású malma és fűrészüzeme. A trianoni diktátumig Szepes vármegye Szepesváraljai járásának székhelye volt.
1945-ben csatolták hozzá Szepeshelyet. 1949 után járásbíróság székhelye lett. Két fűrésztelepe, téglagyára, 9 malma működött. Lakói főként a helyi üzemekben, Lőcse és Korompa üzemeiben dolgoztak, valamint mezőgazdasággal, erdei munkákkal foglalkoztak.

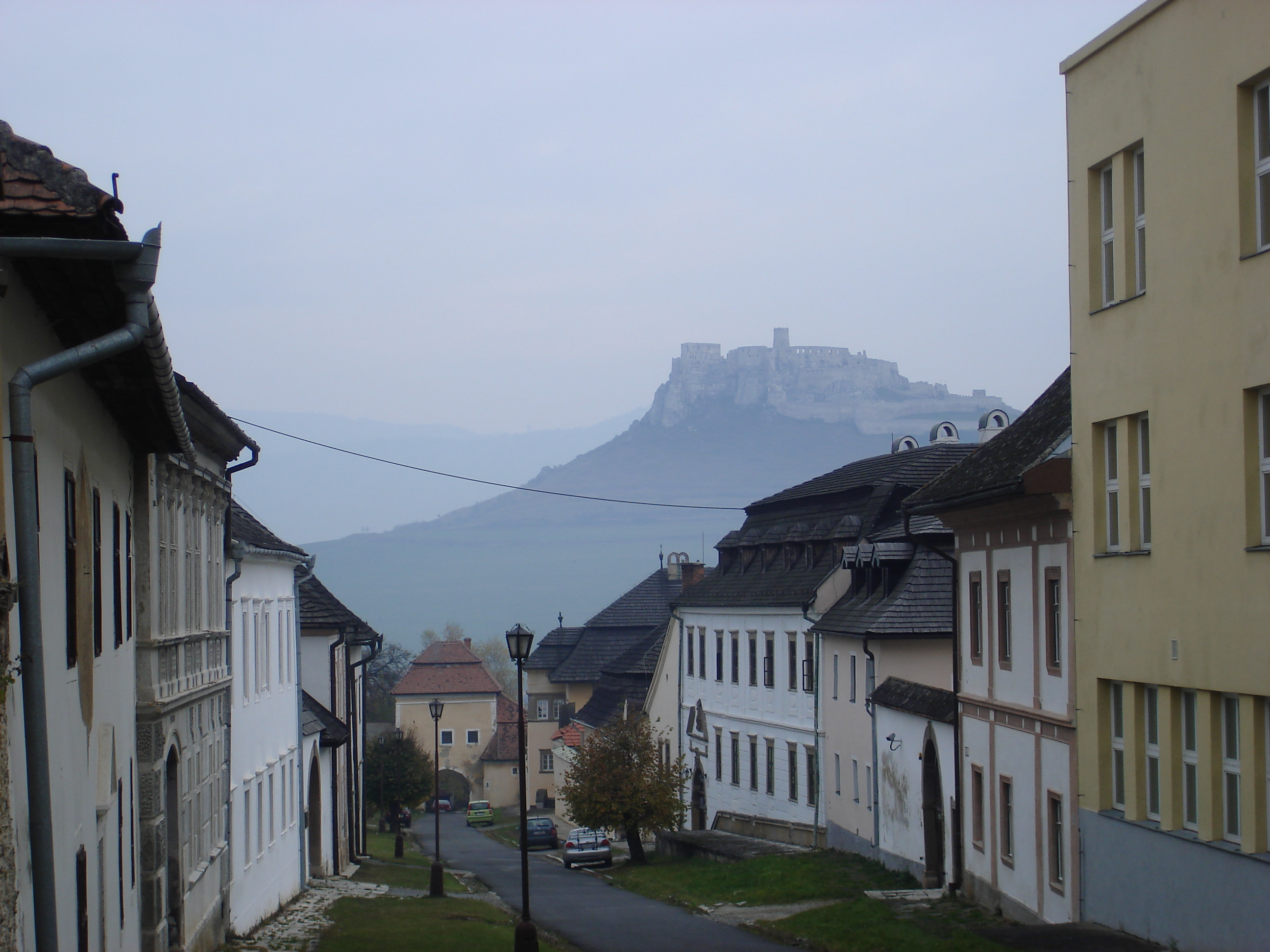
Szepesváralja központja háttérben a várral

## Népessége
| Év:            | 1994. | 2004.   | 2014.   | 2024.   |
| -------------- | ----- | ------- | ------- | ------- |
| Emberek száma: | 3665  | 3872    | 4035    | 3730    |
| Eltérés:       |       | +5,64 % | +4,20 % | -7,55 % |

| Év:            | 2023. | 2024.   |
| -------------- | ----- | ------- |
| Emberek száma: | 3754  | 3730    |
| Eltérés:       |       | -0,63 % |

1828-ban 3140 lakosa volt.
1910-ben 3129-en lakták, ebből 1832 szlovák, 713 német és 566 magyar volt.
2011-ben 4078 lakosából 3410 szlovák, 3 magyar.

## Nevezetességei

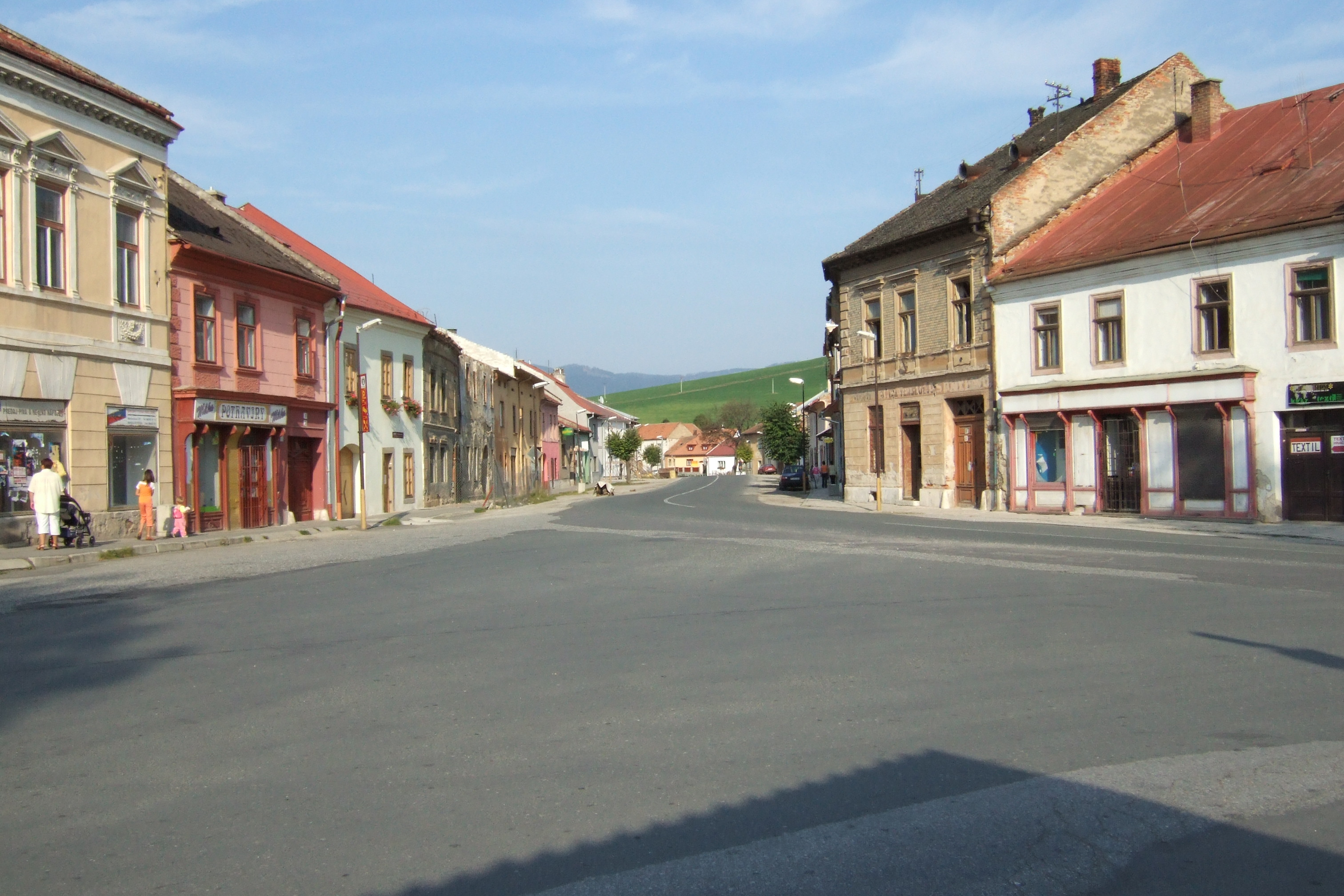
Szepesváraljai utcakép

- A város környékét a felette délkeletre emelkedő, 614 m magas gránittetőn épült Szepesi vár uralja. A tekintélyes romok több mint három hektár területen fekszenek, ezzel a Szepesi vár a középkori Magyarország legnagyobb vára volt. A vár romjaiban is impozáns látványt nyújt. A Várhegy ma Zsigra határához tartozik.
- A szomszédos Drevenik-dombon is vár állott egykor.
- Kisboldogasszonynak szentelt plébániatemploma 13. századi eredetű, 1258 után épített román alapokon nyugszik. 1462 és 1497 között gótikus stílusban átépítették, majd 1824 és 1829 között klasszicista stílusban építették át. Szárnyas oltára a gótikus Mária-szoborral 1507-ben készült.
- A Mária-oszlop 1726-ban készült, 1889-ben restaurálták.
- A városháza 1546-ban épült reneszánsz stílusban, 1786-ban átépítették.
- Az irgalmas rend Istenes Szent János temploma és kolostora – az 1327-ből való városi menház átépítésével – 1653 és 1658 között épült. 1727 és 1736 között barokk stílusban építették át.
- Evangélikus temploma 1799 és 1808 között épült.
- A város polgárházai közül sok gótikus eredetű, reneszánsz és barokk stílusban átépítve.
- Temetőjében az 1849-ben a Branyiszkónál elesett honvédek síremléke áll. Temetőkápolnája a 19. század elején épült.
- Határában alacsony mésztufadomb tetején 1675-ből való búcsújáró kápolna áll.
- A szintén határában álló Szent János kápolna 1776-ban készült.
- A városi zsinagóga 1905-ben épült.

## Neves személyek

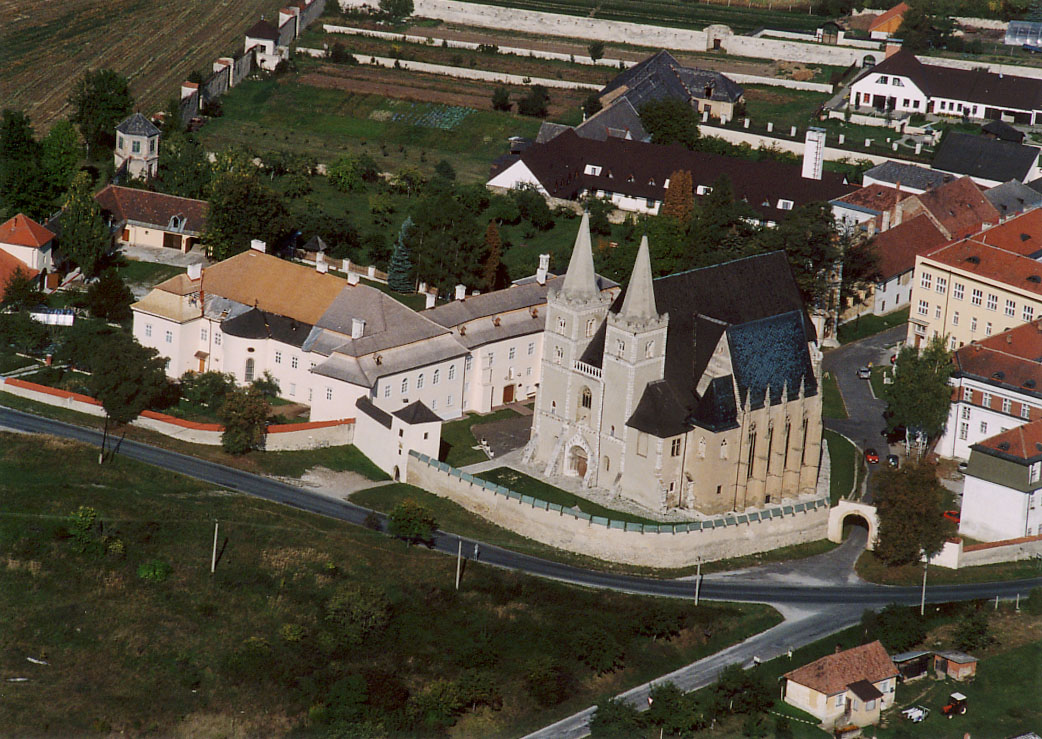
Szepesváralja (Szepeshely) légifotója

- Itt született 1487-ben Szapolyai János magyar király.
- Itt született 1672-ben Borza Mihály magyar jezsuita rendi hitoktató.
- Itt született 1728-ban Molnár János Jézus-társasági áldozópap és tanár, később apát, költő, író, szerkesztő, a magyar nyelvű ismeretterjesztő irodalom jeles egyénisége.
- Itt született 1732-ben Cerva Dániel evangélikus lelkész.
- Itt született 1732-ben Czirbesz Jónás András evangélikus lelkész, költő.
- Itt született 1780-ban Neuschel János Tamás, Mária Lujza francia császárné gyóntatója és későbbi pármai püspök (1843-1852).
- Itt született 1811-ben Földy János jogász, királyi tanácsos és jogakadémiai tanár.
- Itt született 1813-ban Tibély Károly Ágost festő.
- Itt született 1817-ben Fest Imre, az osztrák-magyar bank aligazgatója, az osztrák Lipót-rend középkeresztese, költő.
- Itt született 1837-ben Händel Vilmos evangélikus lelkész.
- Itt született 1842-ben Kézmárszky Tivadar orvos-sebészdoktor, szülészmester, egyetemi tanár.
- Itt született 1842-ben Czibulka Alfonz zongoraművész, zeneszerző, császári és királyi katonakarmester.
- Itt született 1852-ben Reindl Román plébános, egyháztörténész, publicista.
- Szepeshely-Zsibrán született 1860-ban Hutÿra Ferenc magyar állatorvos, orvos, patológus, a Magyar Tudományos Akadémia tagja.
- Itt született 1868-ban Hoepfner Guidó építész.
- Itt született 1884-ben Lux Elek szobrász.
- Itt született 1906-ban Csorba Tibor író, műfordító, filológus, festőművész.
- Itt hunyt el 1724-ben Pongrácz Imre esztergomi kanonok, útleíró, római katolikus prépost és püspök.
- Szepeshelyen hunyt el 1755-ben Máriássy Sándor egri kanonok, szepesi nagyprépost.
- Itt hunyt el 1759-ben Árvai György jezsuita szerzetes, tanár, költő.
- Szepeshelyen hunyt el 1784-ben Fridvalszky János apátkanonok, természettudós.
- Szepeshelyen hunyt el 1847-ben Bélik József szepesi püspök.
- Szepeshelyen hunyt el 1904-ben Hradszky József szepesi kanonok, történész.

## Lásd még
- Szepeshely